# عنكبوت البحر
عنكبوت البحر أو طائفة بيكنوجونيدا تسمى أيضًا بانتوبودا (Pantopoda) أو بايكونجونيدز (pycnogonids) وهي مفصليات بحرية لـنوع (أحياء) نوع بكنجونيدا (Pycnogonida). إنها عالمية التوزيع عالمي وتوجد تحديدًا في البحر المتوسط|البحر المتوسط والبحار الكاريبية وأيضًا في المحيط القطبي|القطبي والمحيطات القطبية الشمالية. إنها أكثر من 1300 نوع معروف وتتراوح في الحجم من 1 إلى 10 مليمتر (0.039 إلى 0.394 بوصة) إلى أكثر من 90 سـم (35 بوصة) في بعض أنواع المياه العميقة. ويتجه أغلبها لأقل الأحجام في هذا المدى في المياه الضحلة ومع ذلك فقد تكبر لتصبح كبيرة جدًا في المياه القطبية الشمالية.
وبالرغم من أن «عناكب البحر» ليست عناكب حقيقية أو حتى عنكبوتيات فإن تصنيفها التقليدي كـ تشيليسيراتا (Chelicerata)|تشيليسيراتات قد يضعها بالقرب من العناكب الحقيقية أكثر من مجموعات المفصليات الأخرى المعروفة مثل الحشرات أو القشريات. ورغم ذلك فإن هذا محل خلاف، حيث يقترح الدليل الجيني أنها مجموعة شقيقة قديمة لكل المفصليات الأخرى الحية.

## الوصف
تشريح البكنجونيدا:
 :(أ): رأس، :(ب): صدر، :(ج): بطن
:(1): خرطوم، :(2): أنياب، :(3): مجسات، :(4): حاملات البيض، :(5): حقائب البيض :(6 أ) - (6 د): أربعة أزواج من الأرجل تتميز عناكب البحر بسيقان طويلة على العكس من حجم جسمها الصغير. وعادة ما يكون عدد السيقان المتحركة ثمانية (أربعة أزواج)، إلا أن هناك فصائل ذات خمسة وستة أزواج. نظرًا لحجمها الصغير ودقة جسمها وسيقانها، فلا توجد ضرورة لوجود جهاز تنفسي حيث تتحرك الغازات من خلال الانتشار. يتيح لها الخرطوم أن تمتص الغذاء من اللافقاريات ذات الأجسام الخفيفة، وجهاز الهضم لديهازائدة معوية|زائدة معوية تمتد داخل أرجلها.
البكنجونيدات صغيرة لدرجة أن كلاً من عضلاتها الدقيقة تتكون من خلية واحدة مفردة محاطة بـ نسيج ضام. تتكون المنطقة الأمامية من خرطوم ذي حركة ظهرية وجانبية محدودة نوعًا ما، ومن ثلاثة إلى أربعة ملحقات تشمل حاملات البيض والتي تستعمل في العناية بالصغار والتنظيف والمغازلة. قد تكون تكون الأنياب والمجسات وحاملات البيض متقلصة أو غير موجودة في بعض الأنواع. في تلك الأنواع التي تفتقر إلى حاملات البيض حاملات البيض والمجسات يكون الخرطوم مطور جيدًا ومتحرك ومرن أكثر، بل ومزود بشعيرات حسية متعددة وأطراف كاشطة قوية حول الفم. يشمل الجزء الأخير الشرج والعجرة الناتئة ظهريًا.
وفي المجمل فإن البكنجونيدات لديها أربعة إلى ستة أزواج من الأرجل للمشي بالإضافة لزوائد أخرى غالبًا ما تشبه الأرجل. صدر رأسي وبطن أصغر بكثير يكونان جسم البكنجونيد الصغير جدًا والذي يحتوي على ما يصل إلى زوجين من الأعين البسيطة على الظهر على الغطاء الخارجي (exoskeleton) الغير كلسي، ومع ذلك فأحيانًا قد لا توجد أعين وخصوصًا في الأنواع التي تعيش في المحيطات العميقة. لا يحتوي البطن على أي زوائد ويكون ضامرًا وعديم الوظيفة في أغلب الأنواع. تمتد أعضاء هذه الـكلسيريت عبر زوائد عديدة نظرًا لأن جسدها أصغر من أن يتسع لها جميعًا وحده.
يخلق تكوين عنكبوت البحر منطقة سطحية مناسبة جدًا لمعدل الحجم ليتم أي تنفس عبر الانتشار المباشر. تشير أحدث الأبحاث أن المخلفات تغادر الجسم عبر جهاز الهضم أو تُفقَد أثناء طرح الطبقة الخارجية|نسول. يدق قلب البكنجونيد الصغير الطويل الرفيع بقوة بمعدل 90 إلى 180 دقة في الدقيقة مُحدِثًا ضغط دم قويًا. تمتلك هذه المخلوقات جهازًا دوريًا مفتوحًا وجهازًا عصبيًا يتكون من مخ متصل بحبلين عصبيين بطنيين، واللذين يتصلان بدورهما بأعصاب معينة.

### التكاثر والنمو
لدى كل أنواع البكنجونيد أجناس منفصلة باستثناء نوع واحد هو هرمافرودتك (hermaphroditic). لدى الإناث زوج المبايض بينما تمتلك الذكور خصيتين موجودتين في اتجاه الظهر بشكل يتصل بالمسار الهضمي. يستلزم التكاثر تلقيح خارجي تلقيح خارجي بعد «مغازلة قصيرة»، ولكن لا يعرف إلا القليل جدًا عن الحياة السرية لأغلب البكنجونيد. يعتني الذكور فقط بالبيض والصغار.
تمتلك اليرقة قناة هضمية ذات فتحة واحدة وجسدًا يتكون حرفيًا من رأس وثلاثة أزواج من الزوائد الرأسية فقط وهي: الأنياب والمجسات وحاملات البيض. ينمو البطن والصدر مع زوائده لاحقًا. تقول إحدى النظريات أن هذا يعكس كيفية تطور أحد الأسلاف المشتركة لكل المفصليات مبتدئًا حياته كحيوان صغير ذي زوج من الزوائد يستعملها لتناول الطعام وزوجين للحركة، بينما كانت الأجزاء الجديدة والزوائد المتعقلة بها تضاف بالتدريج أثناء النمو.
وقد وصفت على الأقل أربعة أنواع من اليرقات وهي: يرقة الحورية البدائية النموذجية واليرقة المتكيسة ويرقة الحورية البدائية الغريبة واليرقة الملتصقة. أكثرها شيوعًا هي يرقة الحورية البدائية النموذجية وتعيش بحرية وتتحول تدريجيًا إلى البلوغ. اليرقة المتكيسة هي طفيلي يفقس من البيض ويبحث عن مضيف على شكل مستعمرة مرجانية حيث يلجأ إليها ويتحول إلى كيس صغير، ولن تغادر اليرقة المضيف قبل أن تتحول إلى كائن يافع صغير.
ولا يعرف الكثير عن تطور يسروع الحورية البدائية الغريبة. يعيش البالغون أحرارًا على أو بداخل مضيف مؤقت مثل الشوكيات والسمك الصدفي. حينما تفقس اليرقة الملتصقة ستظل تشبه الجنين وستلصق نفسها فورًا بالأرجل حاملة البيض للأب حيث ستظل إلى أن تتحول لكائن يافع صغير ذي زوجين أو ثلاثة من أرجل المشي متهيئة بذلك لأن تعيش وحدها بحرية.

## التوزيع والبيئة

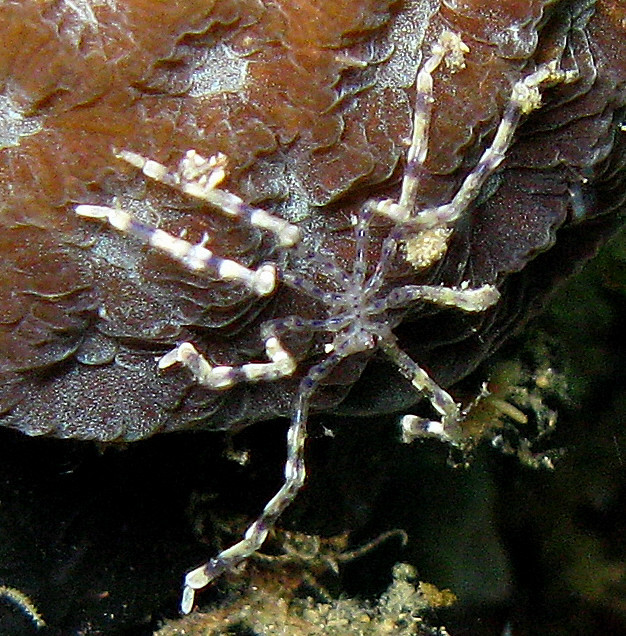
بكنجونيد في سكنه الطبيعي

تعيش هذه الحيوانات الصغيرة في أجزاء مختلفة من العالم من أستراليا ونيوزيلانداو ساحل المحيط الهادئ من الولايات المتحدة إلى البحر المتوسط والبحر الكاريبي إلى القطبين الشمالي والجنوبي. يشيع وجودها في المياه الضحلة لكنها قد توجد على عمق 7,000 متر (23,000 قدم) وتعيش في كل من المواطن البحرية ومصبات الأنهار. البكنجونيدات مموهة جيدًا تحت الصخور وبين الطحالب التي توجد على طول الشواطئ.
قد تمشي عناكب البحر على القاع بأرجلها التي تشبه الطوالة أو تسبح في الأعلى بحركة نبضية مظليّة. معظمها ضوارِ تتغذى على القراصات وإسفنج البحر والديدان الشوكية والطحلبيات. وعموما فإن عناكب البحر ضوارِ كنّاسات. غالبا ستقوم بإدخال خراطيمها - وهي ملحق طويل يستعمل للهضم وامتصاص الطعام إلى القناة الهضمية - إلى شقائق النعمان البحرية وتمتص الغذاء تقريبًا تنجو شقائق النعمان البحرية - وهي أكبر حجمًا من مفترسها - من هذه المحنة.

## التصنيف
يشمل صنف البكنجونيدا ما يزيد تقريبًا عن 1300 نوع والتي تنقسم عادةً إلى ستة وثمانين جنسًا. التصنيف الصحيح داخل المجموعة غير محدد ويبدو أنه لا توجد قائمة رتب أحياء فصائل المدرجة في مربع التصنيف تعتبر كلها جزء من الرتبة المفردة بانتوبودا (Pantopoda).
لقد اعتبرت عناكب البحر طويلا منتمية إلى تشيليسيراتا سلطعون حدوة والعناكب والسوس والقراد والعقارب.
وتقول فكرة أخرى أنها تنتمي سلالتها الخاصة منفصلةَ عن تشيليسيراتات أو كروستاسينزر أو ميريابودز أو الحشرات. والسبب في ذلك على ما يبدو هو الزوائد المسماة بالأنياب (chelifores) وهي مميزة بين المفصليات الباقية ولا تتشابه مع قرن الفك (chelicerae) في التشيليسيراتات الحقيقية كما كان مفترضًا من قبل. وبدلاً من التطور من ديوتوسيريبروم (deutocerebrum) فإنه من الممكن تتبعها إلى بروتوسيربروم (protocerebrum) وهو الجزء الأمامي من مخ المفصليات والموجود في الجزء الرأسي الأول والذي يثير العيون فقط في جميع المفصليات الأخرى. ولا يوجد هذا في أي مكان آخر في المفصليات باستثناء بعض الأشكال الحفرية مثل أنومالوكاريس (Anomalocaris) مما يشير إلى البكنجونيدا قد تكون مجموعة شقيقة لكل المفصليات الحية الأخرى، بعد أن تطورت هذه الأخيرة من سلفِ ما فقد الزوائد المخية البدائية (protocerebral). وإذا تأكد هذا فسيعني أن عناكب البحر هي آخر ما تبقى (وتطورت جدًا) من أفراد مجموعة سلالة قديمة من المفصليات عاشت في محيطات الكاريبي.
تضع الأعمال الأخيرة البكنجونيدا خارج العنكبوتيات مثل إيوارثروبودا القاعدية أو في تشيليسيراتا على أساس تشيليفور - تشيليسيرا المفترض تناظر (أحياء) تناظر.

## السجل الحفري
بالرغم من أن السجل الحفري للبكنجونيدات ضئيل فإنه من الواضح أنها كان لديها جوف عامّ يومًا ما ولكنه فُقِد لاحقًا وأن المجموعة قديمة جدًا.
تعرف الحفريات الأقدم من كامبريان (Cambrian)أورستن (Orsten) السويد سيلوريان (Silurian)وينلوك سيرياس لاجيرشتات (Wenlock Series lagerstätte)|سلسلة وينلوك بإنجلترا وديفونيان (Devonian)اردواز هانسروك (Hunsrück Slate) بألمانيا. تتميز بعض هذه النماذج بأنها جميعًا لديها "خرطوم" خلف البطن، وينتهي الجسم بذيل في حفريتين، وهو شيء لم يلاحظ أبدًا لدى عناكب البحر الحية.
في عام 2007 اكتشفت حفريات محفوظة جيدًا في أسرّة حفرية في لا فولت سير رون (La Voulte-sur-Rhône) بالقرب من ليون (Lyon) في الجنوب الشرقي لفرنسا. اكتشف الباحثون من جامعة ليون حوالي 70 حفرية من ثلاثة أنواع متميزة في لا فيولت (La Voulte)]] لاجيرشتاتالجيوراسي ذات المائة وستين مليون عام. سيساعد الاكتشاف في ملء فجوة هائلة في تاريخ هذا المخلوق.